# Tennis Court
„Tennis Court” – drugi singel nowozelandzkiej piosenkarki Lorde z jej debiutanckiego albumu studyjnego, zatytułowanego Pure Heroine. Utwór wydany został 7 czerwca 2013 roku przez wytwórnię płytową Universal Music Group. Tekst utworu został napisany przez Joel'a Little i Lorde, którzy także zajęli się wraz z Gayle Hogan się jego produkcją. Do singla nakręcono także teledysk, którego reżyserią zajął się Joel Kefali. Singiel zadebiutował na szczycie listy przebojów w Nowej Zelandii i uzyskał status podwójnej platynowej płyty w Nowej Zelandii i w Australii oraz złotej w Kanadzie. Utwór dotarł także do 20. miejsca na liście przebojów w Australii.
Utwór został również wykorzystany w stacji radiowej Non Stop Pop w grze komputerowej Grand Theft Auto V.

## Pozycje na listach przebojów
| Kraj              | Lista (2013-14)   | Pozycja | Status             |
| ----------------- | ----------------- | ------- | ------------------ |
| Australia         | Top 50 Singles    | 20      | 2× platynowa płyta |
| Belgia (Flandria) | Ultratop 50       | 4       | —                  |
| Belgia (Wallonia) | Ultratop 50       | 28      | —                  |
| Francja           | Top 200 Singles   | 193     | —                  |
| Kanada            | Canadian Hot 100  | 78      | złota płyta        |
| Niemcy            | Top 100 Singles   | 83      | —                  |
| Nowa Zelandia     | Top 40 Singles    | 1       | 2× platynowa płyta |
| Stany Zjednoczone | Billboard Hot 100 | 71      | —                  |
| Stany Zjednoczone | Alternative Songs | 17      | —                  |
| Stany Zjednoczone | Hot Rock Songs    | 9       | —                  |
| Wielka Brytania   | Singles Top 100   | 78      | —                  |